# Louis Berthet
Pour les articles homonymes, voir Berthet.
Louis Berthet, né le 22 août 1857 à Ugine (Savoie) et décédé le 2 décembre 1896 à Paris, est un homme politique français.

## Biographie
Issu d'une famille de notaires, son père Jean-Baptiste est le frère d'Isidore Berthet, ancien syndic et maire de la ville d'Ugine.
Il est médecin à Lyon, puis à Divonne-les-Bains et à Albertville. En 1889, il succède à son oncle comme conseiller général du canton d'Ugine. Il est élu député de la Savoie lors d'une élection partielle, en juin 1896. Il meurt quelques mois plus tard.
Il est aussi le premier président de la section d'Albertville du Club Alpin Français, dont il participe à la fondation en avril 1893.

## Sources
1. 1 2  Mémoires et documents publiés par l'Académie salésienne (Volumes 48 à 49), 1930, p.289.
2. ↑  Club alpin français, « Annuaire du Club alpin français » , sur Gallica, 1893 (consulté le 17 avril 2023), p. 530

- « Louis Berthet », dans le Dictionnaire des parlementaires français (1889-1940), sous la direction de Jean Jolly, PUF, 1960 [détail de l’édition]